# Kiischpelt
Kiischpelt er en kommune og et byområde i Luxembourg. Kommunen, som har et areal på 33,58 km², ligger i kantonen Wiltz i distriktet Diekirch. I 2005 havde kommunen 918 indbyggere. 
49°59′31″N 6°00′22″Ø / 49.9919°N 6.0061°Ø